# Propithecus perrieri
Il sifaka di Perrier (Propithecus perrieri Lavauden, 1931) è un lemure appartenente alla famiglia Indriidae, endemico del Madagascar.
L'epiteto specifico è un omaggio al naturalista francese Perrier de la Bâthie (1873–1958).

## Descrizione
Il corpo è lungo da 42 a 47 cm, a cui si aggiungono 42–45 cm di coda. Peso medio: 5 kg.
La caratteristica distintiva, che lo differenzia dalle altre specie di Propithecus, è il colore nero della pelliccia.
La faccia è glabra e di colore grigio ardesia.
Gli occhi sono di un rosso-arancio brillante.

## Biologia
Sono animali diurni e arboricoli. Sono abili arrampicatori e potenti saltatori, capaci di compiere notevoli balzi da un albero all'altro.
Sono animali sociali, organizzati in piccoli gruppi che contano da 2 a 6 esemplari.
Sono erbivori, si nutrono di foglie, fiori e frutti.

## Distribuzione e habitat

Areale

Questa specie popola alcune ristrette aree di foresta pluviale situate nel Madagascar settentrionale, nella zona compresa tra il fiume Loky (a sud) e il fiume Irodo (a nord), in cui ricadono i massicci di Analamerana e di Andrafiamena e le propaggini nord-orientali del massiccio di Ankarana.

## Tassonomia
In passato considerata una sottospecie di Propithecus diadema (P. diadema subsp. perrieri) è attualmente considerato una specie a sé stante.

## Conservazione
In base ai criteri della IUCN red list la specie, per la ristrettezza del suo areale e la esiguità della popolazione (stimata in circa 2.000 esemplari), è considerata in pericolo critico di estinzione.
Parte dell'areale ricade all'interno della Riserva speciale di Analamerana e della Riserva speciale dell'Ankarana.